# José Froilán González
José Froilán González (ur. 5 października 1922 w Arrecifes, zm. 15 czerwca 2013 w Buenos Aires) – argentyński kierowca wyścigowy. Wicemistrz świata Formuły 1 z 1954 roku.

## Kariera

### Formuła 1
Argentyńczyk wystartował w dwóch rundach pierwszego sezonu Formuły 1, który miał miejsce w 1950. Żadnej z nich nie ukończył. W drugim roku startów pomimo nieobecności w kilku rundach zajął 3 miejsce w klasyfikacji końcowej, wygrywając jeden wyścig w barwach zespołu Ferrari. W trzecim i czwartym sezonie pobytu w królowej motorsportu startował w poszczególnych rundach w zespole Maserati. Stanął łącznie czterokrotnie na podium, zajmując odpowiednio 9 i 6 lokatę w klasyfikacji generalnej. W 1954 roku wrócił do ekipy Enzo Ferrari. W tym sezonie wygrał po raz drugi w karierze GP oraz kilkakrotnie stanął na podium. Ostatecznie przegrał rywalizację o tytuł ze swoim rodakiem Juanem Manuelem Fangio. Był to jednak najlepszy sezon Gonzáleza w karierze. Przez ostatnie trzy lata brał udział w pojedynczych wyścigach, kończąc tylko jeden z nich na podium. W 1960 roku ponownie powrócił do F1, gdzie jednak wystartował w inauguracyjnym wyścigu. Po tej rundzie odszedł z Formuły 1.

### Pozostałe serie
Poza startami w Formule 1 startował również w wyścigu długodystansowym 24h Le Mans, gdzie triumfował w 1954 w parze z Maurice'ym Trintignantem. W tym samym roku zwyciężył również w BRDC International Trophy.

## Wyniki

### Formuła 1
| Legenda oznaczeń w tabelach wyników Wyświetl szablon na nowej stronie | Legenda oznaczeń w tabelach wyników Wyświetl szablon na nowej stronie                                                                     |
| Oznaczenie                                                            | Wyjaśnienie |
| --------------------------------------------------------------------- | --- |
| Złoty                                                                 | Zwycięzca lub mistrzostwo |
| Srebrny                                                               | 2. miejsce lub wicemistrzostwo |
| Brązowy                                                               | 3. miejsce lub II wicemistrzostwo |
| Zielony                                                               | Ukończył, punktował (w klasyfikacji generalnej, gdy zdobył co najmniej jeden punkt na przestrzeni sezonu, poza trzema powyższymi opcjami) |
| Niebieski                                                             | Ukończył, nie punktował (w klasyfikacji generalnej, gdy nie zdobył co najmniej jednego punktu na przestrzeni sezonu)                      |
| Czerwony                                                              | Nie zakwalifikował się (NZ) |
| Czerwony                                                              | Nie prekwalifikował się (NPK) |
| Różowy                                                                | Nie ukończył (NU) |
| Różowy                                                                | Niesklasyfikowany (NS) (w klasyfikacji generalnej, gdy nie został sklasyfikowany w żadnym wyścigu sezonu)                                 |
| Czarny                                                                | Zdyskwalifikowany (DK) |
| Czarny                                                                | Wykluczony (WYK/EX) |
| Biały                                                                 | Nie wystartował (NW) |
| Biały                                                                 | Kontuzjowany (K/INJ) |
| Biały                                                                 | Wyścig odwołany (OD/C) |
| Bez koloru                                                            | Został wycofany (WYC/WD) |
| Bez koloru                                                            | Nie przybył (NP/DNA) |
| Bez koloru                                                            | Nie brał udziału w treningach (NT/DNP) |
| Bez koloru                                                            | Nie został zgłoszony (–) |
| Pogrubienie                                                           | Start z pole position |
| Kursywa                                                               | Najszybsze okrążenie wyścigu |
| †                                                                     | Nie ukończył, ale jego rezultat został zaliczony ze względu na przejechanie więcej niż 90% dystansu wyścigu.                              |
| *                                                                     | Sezon w trakcie |
| 1/2/3                                                                 | Punktowana pozycja w sprincie kwalifikacyjnym                                                                                             |
| Lista systemów punktacji Formuły 1                                    | |

| Rok  | Zespół                    | Samochód            | Wyniki w poszczególnych eliminacjach | Wyniki w poszczególnych eliminacjach | Wyniki w poszczególnych eliminacjach | Wyniki w poszczególnych eliminacjach | Wyniki w poszczególnych eliminacjach | Wyniki w poszczególnych eliminacjach | Wyniki w poszczególnych eliminacjach | Wyniki w poszczególnych eliminacjach | Wyniki w poszczególnych eliminacjach | Wyniki w poszczególnych eliminacjach | Pkt.         | Msc. |
| ---- | ------------------------- | ------------------- | ------------------------------------ | ------------------------------------ | ------------------------------------ | ------------------------------------ | ------------------------------------ | ------------------------------------ | ------------------------------------ | ------------------------------------ | ------------------------------------ | ------------------------------------ | ------------ | ---- |
| 1950 | Scuderia Archille Varzi   | Maserati 4CLT       | GBR                                  | MCO                                  | USA                                  | SUI                                  | BEL                                  | FRA                                  | ITA                                  |                                      |                                      |                                      | 0            | NS   |
| 1950 | Scuderia Archille Varzi   | Maserati 4CLT       | –                                    | NU                                   | –                                    | –                                    | –                                    | NU                                   | –                                    |                                      |                                      |                                      | 0            | NS   |
| 1951 | José Froilán González     | Talbot-Lago T26C-GS | SUI                                  | USA                                  | BEL                                  | FRA                                  | GBR                                  | DEU                                  | ITA                                  | ESP                                  |                                      |                                      | 24 (27)      | 3    |
| 1951 | José Froilán González     | Talbot-Lago T26C-GS | NU                                   | –                                    | –                                    | –                                    | –                                    | –                                    | –                                    | –                                    |                                      |                                      | 24 (27)      | 3    |
| 1951 | Scuderia Ferrari          | Ferrari 375         | –                                    | –                                    | –                                    | 2                                    | 1                                    | 3                                    | 2                                    | 2                                    |                                      |                                      | 24 (27)      | 3    |
| 1952 | Officine Alfieri Maserati | Maserati A6GCM      | SUI                                  | USA                                  | BEL                                  | FRA                                  | GBR                                  | DEU                                  | NED                                  | ITA                                  |                                      |                                      | 6,5          | 9    |
| 1952 | Officine Alfieri Maserati | Maserati A6GCM      | –                                    | –                                    | –                                    | –                                    | –                                    | –                                    | –                                    | 2                                    |                                      |                                      | 6,5          | 9    |
| 1953 | Officine Alfieri Maserati | Maserati A6GCM      | ARG                                  | USA                                  | NED                                  | BEL                                  | FRA                                  | GBR                                  | DEU                                  | SUI                                  | ITA                                  |                                      | 13,5 (14,5)  | 6    |
| 1953 | Officine Alfieri Maserati | Maserati A6GCM      | 3                                    | –                                    | 3                                    | NU                                   | 3                                    | 4                                    | –                                    | –                                    | –                                    |                                      | 13,5 (14,5)  | 6    |
| 1954 | Scuderia Ferrari          | Ferrari 625         | ARG                                  | USA                                  | BEL                                  | FRA                                  | GBR                                  | DEU                                  | SUI                                  | ITA                                  | ESP                                  |                                      | 25⅐ (26⁹⁄₁₄) | 2    |
| 1954 | Scuderia Ferrari          | Ferrari 625         | 3                                    | –                                    | 4                                    | –                                    | 1                                    | 2                                    | 2                                    | 3                                    | –                                    |                                      | 25⅐ (26⁹⁄₁₄) | 2    |
| 1954 | Scuderia Ferrari          | Ferrari 553         | –                                    | –                                    | –                                    | NU                                   | –                                    | –                                    | –                                    | –                                    | –                                    |                                      | 25⅐ (26⁹⁄₁₄) | 2    |
| 1955 | Scuderia Ferrari          | Ferrari 625         | ARG                                  | MCO                                  | USA                                  | BEL                                  | NED                                  | GBR                                  | ITA                                  |                                      |                                      |                                      | 2            | 17   |
| 1955 | Scuderia Ferrari          | Ferrari 625         | 2                                    | –                                    | –                                    | –                                    | –                                    | –                                    | –                                    |                                      |                                      |                                      | 2            | 17   |
| 1956 | Officine Alfieri Maserati | Maserati 250F       | ARG                                  | MCO                                  | USA                                  | BEL                                  | FRA                                  | GBR                                  | DEU                                  | ITA                                  |                                      |                                      | 0            | NS   |
| 1956 | Officine Alfieri Maserati | Maserati 250F       | NU                                   | –                                    | –                                    | –                                    | –                                    | –                                    | –                                    | –                                    |                                      |                                      | 0            | NS   |
| 1956 | Vandervell Products       | Vanwall VW 2        | –                                    | –                                    | –                                    | –                                    | –                                    | NU                                   | –                                    | –                                    |                                      |                                      | 0            | NS   |
| 1957 | Scuderia Ferrari          | Ferrari-Lancia D50  | ARG                                  | MCO                                  | USA                                  | FRA                                  | GBR                                  | DEU                                  | ITA                                  | ITA                                  |                                      |                                      | 1            | 22   |
| 1957 | Scuderia Ferrari          | Ferrari-Lancia D50  | 5                                    | –                                    | –                                    | –                                    | –                                    | –                                    | –                                    | –                                    |                                      |                                      | 1            | 22   |
| 1960 | Scuderia Ferrari          | Ferrari 246         | ARG                                  | MCO                                  | USA                                  | NED                                  | BEL                                  | FRA                                  | GBR                                  | PRT                                  | ITA                                  | USA                                  | 0            | NS   |
| 1960 | Scuderia Ferrari          | Ferrari 246         | 10                                   | –                                    | –                                    | –                                    | –                                    | –                                    | –                                    | –                                    | –                                    | –                                    | 0            | NS   |

Uwagi
1. ↑  Do 1990 roku nie wszystkie wyścigi były liczone do klasyfikacji generalnej (zobacz Lista systemów punktacji Formuły 1). Numer w nawiasach to łączna liczba wszystkich zdobytych punktów.
2. 1 2 3 4 5 6  Bolid współdzielony. Przyznana została tylko połowa punktów.